# ORF 2 Europe
ORF 2 Europe est une chaîne de télévision autrichienne de service public lancée le 5 juillet 2004 appartenant au groupe Österreichischer Rundfunk (ORF), elle est la version gratuite de la chaîne généraliste ORF 2.